# Kluže
Kluže (italijansko Chiusaforte, furlansko Scluse, nemško Klausen) je  naselje in sedež istoimenske  občine v  nekdanji Videmski pokrajini, od 2016 del Medobčinske zveze Železne in Kanalske doline v italijanski deželi Furlaniji - Julijski krajini. V občini govori del prebivalstva poleg italijanščine enega ali več izmed treh uradno priznanih manjšinskih jezikov, ki so furlanščina, slovenščina in nemščina.

## Geografska lega
Kluže se nahajajo okoli 90 km (56 mi) severozahodno od Trsta in okoli 40 km (25 mi) severno od Vidma, v bližini meje s Slovenijo. Kluže ležijo ob reki Beli, ki teče po Železni dolini (Canal del Ferro) med Karnijskimi in Julijskimi Alpami do izliva v Tilment. 
Po dolini Bele sta speljani železniška proga Pontebbana iz Vidma v Trbiž in do  avstrijske meje ter paralelna trasa avtoceste A23 iz Palmanove do Trbiža. Naselje leži v Železni dolini, na levem bregu reke Bele, kjer se dolina zoži in se na vzhodu odcepi Reklanska dolina, tudi Reklanica (italijansko Val Raccolana), ki se zajeda med pogorja Kanina, Viša in Montaža. Reklanska dolina je dokaj odmaknjena in redko poseljena z manjšimi zaselki, najpomembnejši od teh je zimski turistični kraj Na Žlebeh (italijansko Sella Nevea).

## Zgodovina
V antiki je v Klužah verjetno bila postaja na rimski cesti iz Ogleja v provinco Norik; samo ime bi lahko izviralo iz antike kot poimenovanje kraja, kjer je zapora ali ki zapira dolino ( it. chiusa = zapora). 
Oglejski patriah Ulrik Eppensteinski, (1086 - 1121) je na mestu sedanjega naselja zgradil trdnjavo za pobiranje mitnine od popotnikov, ki so prečkali Alpe. Patriarh je moral braniti svoje ozemlje pred zahtevami  Goriških grofov in tudi Koroških vojvod in nato avstrijskih nadvojvod, dokler niso leta 1420 Benečani zasedli dolino reke Bele do trga Tablje (it. Pontebba) in jo vključili v svoja ozemlja Domini di Terraferma. Kraj je sicer ponovno zavzel patriarh Ludvik Teck leta 1422, vendar le začasno.
Habsburžani so na podlagi Campoformijskega sporazuma iz leta 1797 območje priključili Avstriji in ga kmalu izgubili v boju z Napoleonom. Po Dunajskem kongresu 1815 je območje prešlo pod Lombardsko-Beneško kraljevino. Nato je leta 1866 skupaj z Benetkami pripadlo novoustanovljeni Kraljevini Italiji. 
Občinsko središče Kluže je v drugi svetovni vojni doživelo številne napade zavezniških zračnih sil zaradi železniškega mostu na progi proti Avstriji. Leta 1976 je kraj prizadel še katastrofalen potres.